# فورت فالي
فورت فالي (بالإنجليزية: Fort Valley, Georgia) هي مدينة تقع في مقاطعة بيتش، جورجيا بولاية جورجيا في الولايات المتحدة. تبلغ مساحة هذه المدينة 13.6 (كم²)، وترتفع عن سطح البحر 158 م، بلغ عدد سكانها 9815 نسمة في عام 2010 حسب إحصاء مكتب تعداد الولايات المتحدة.

## أعلام
- تشارلز د. أندرسون
- بيني جونسون
- ريتشارد راي
- فيكتوريا إيرل ماثيوز
- آل بيرد
- تيم واتسون

## وصلات خارجية
- Fort Valley Georgia Website نسخة محفوظة 12 يناير 2013 على موقع واي باك مشين.
- Cities & Counties - Georgia.gov